# Artsvik
Artsvik Harutyunyan (em arménio: Արծվիկ Հարությունյան, Capã, Arménia, 21 de outubro de 1984), mais conhecida simplesmente por Artsvik,  é uma cantora arménia que se classificou na 18ª posição na Grande Final do Festival Eurovisão da Canção 2017, com um total de 79 pontos e onde representou do seu país, a Arménia.

## Discografia

### Singles
| Ano  | Obra          | Álbum     |
| ---- | ------------- | --------- |
| 2014 | "Why"         | Sem álbum |
| 2014 | "No Fear"     | Sem álbum |
| 2015 | "I Say Yes"   | Sem álbum |
| 2017 | "Fly with Me" | Sem álbum |
| 2017 | "Mna Du"      | Sem álbum |